# 坊ノ岬沖海戦

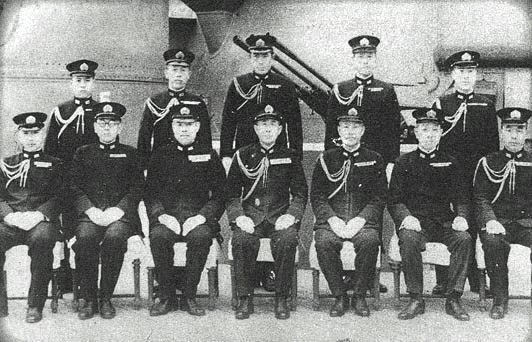
大和の指揮官たち。1945年4月5日撮影
前列左から3番目が伊藤整一中将、右から3番目が第2艦隊参謀長森下信衛少将である。

坊ノ岬沖海戦（ぼうのみさきおきかいせん、旧字体：坊ノ岬沖海󠄀戰）は、太平洋戦争末期の1945年（昭和20年）4月7日、沖縄へ海上特攻隊として向かっていた日本海軍の戦艦大和とその護衛艦艇群をアメリカ海軍の空母艦載機部隊が東シナ海で攻撃した戦闘。沖縄戦で米軍に抵抗を続ける日本軍を支援する天一号作戦の一環として、第一遊撃部隊（第二艦隊のうち、第一航空戦隊の戦艦大和と第二水雷戦隊の軽巡洋艦1隻・駆逐艦8隻からなる）が出撃し、アメリカ海軍の第58任務部隊がそれを迎撃した。午後12時40分から約2時間にわたる戦闘の結果、大和以下6隻が沈没。日本海軍の大型水上艦による最後の組織的攻撃となった。
太平洋戦争末期の戦闘にもかかわらず、長らく艦載機が撮影した写真（静止画像）しか知られていなかったが、2021年になって、艦載機が撮影した駆逐艦（冬月と浜風）の動画映像が発見された。不鮮明ながら米軍機がガンカメラで撮影したカラー動画も、2024年にアメリカ国立公文書館所蔵資料で確認された。

## 経過

### 水上艦艇による突入案
太平洋戦争緒戦の真珠湾攻撃やマレー沖海戦において、戦艦は航空機による爆撃や雷撃に脆弱であることが露呈する一方で、その危険性が少ない味方の航空優勢下や夜間では艦船への砲撃や対地艦砲射撃の威力は大きく、日米両軍とも島嶼争奪戦において実施した（ヘンダーソン基地艦砲射撃など）。
日本側で、戦艦を座礁させて砲台として用いるという発想は、1943年（昭和18年）12月中旬の時点で大本営海軍部（軍令部）と連合艦隊（司令長官古賀峯一海軍大将、参謀長福留繁海軍中将）の間で俎上にのっていた。
1944年（昭和19年）2月頃より、日本海軍では東條英機内閣と嶋田繁太郎海軍大臣の更迭（倒閣運動）および終戦工作への動きが本格的に始まっていた。海軍側では、岡田啓介海軍大将（二・二六事件当時の内閣総理大臣）が積極的に動いていた。戦局がますます不利になる中、海軍省教育局第一課長である神重徳大佐も高木惣吉少将の依頼を受け、海軍中央の課長級に東條・嶋田体制打倒の流れを拡げることとなった。
同年6月中旬、米軍はサイパン島に来襲して上陸作戦を開始（サイパン島の戦い）、日本軍はあ号作戦を発動する。6月19日から20日にかけてのマリアナ沖海戦で日本海軍空母機動部隊（司令長官：小沢治三郎中将）は惨敗した。その頃、日本海軍は東條内閣の打倒と嶋田繁太郎海軍大臣の更迭を巡って紛糾していた。昭和天皇と高松宮宣仁親王（天皇弟宮、軍令部大佐）の間でも、今後の方針について激論になる。高松宮は密かに鈴木貫太郎海軍大将を首相にする動きを進めていた。
同時期の神は高木とともに東條英機首相の暗殺計画を具体的に計画しており、この動きは岡田や高松宮宣仁親王も知っていた。一方、神は戦艦・巡洋艦による突入作戦を具申したこともあった。神自身は、扶桑型戦艦山城もしくは長門型戦艦長門艦長を希望する。そのときは軍令部作戦部長である中澤佑少将に「砲を撃つには電気系統が生きてなければならない」と却下された。
神は岡田（当時、岡田は東條内閣打倒運動実施中）を訪問し「サイパンを取られてはおしまいだ（B-29による本土空襲が始まるため）。海軍がいつまでも大和・武蔵のような大艦を保存していてもしようがない。護衛機があればサイパンまで近接できる。せめていまサイパンを守りおおせば、しばらくゆとりが出来て、その間の作戦を練ることができる」と主張し、軍令部への取り次ぎを依頼した。大本営海軍部（軍令部）はサイパン島奪還作戦を具体的に検討し、「海軍は特攻隊の考え方でやる」という方針で決死の思いであったという。「サイパンをとられて（本土空襲がはじまれば）、大和と武蔵を残して何になる」という神や、大本営の熱意に対し、連合艦隊はサイパン島奪還作戦に消極的だった。
6月下旬、サイパン島奪還作戦は中止。神は高木にサイパン島奪還作戦と大和型戦艦の突入が水泡に帰った無念を訴え「嶋田繁太郎軍令部総長と伊藤整一軍令部次長に決断が出来ないのは終生の恨みだ」「たとえ失敗しても、大和と武蔵を惜しんで後でどこに使い道があるというのか」「その代わり海軍はこれでお終いですが」「（仮にサイパン島奪還が成功しても）得られる時間的余裕は六ヶ月」と発言している。
7月17日、嶋田繁太郎海軍大臣・軍令部総長は海軍大臣職を野村直邦大将に譲った。翌7月18日に東條内閣は総辞職に追い込まれ、7月22日に小磯内閣（小磯國昭内閣総理大臣、重光葵外務大臣、杉山元陸軍大臣、米内光政海軍大臣など）が成立した。米内は野村を軍事参議官に、井上成美中将を海軍次官に、多田武雄中将を軍務局長に任命した。軍令部総長も8月2日より及川古志郎大将（元海軍大臣）となった。
7月13日附で海軍省から連合艦隊参謀に転じた神は、その後も水上艦艇による突入作戦を立案した。なお水上艦艇による突入作戦は、軍令部・連合艦隊・第一機動艦隊が7月下旬に実施検討した図上演習でも、たびたび実施されている。捷号作戦における第二艦隊（司令長官：栗田健男中将）による水上艦艇突入案（戦艦の砲力と巡洋艦の魚雷戦を活用）と空母囮案は、第一機動艦隊（司令長官：小沢）から出された。第一機動艦隊の水上艦艇突入作戦案に大井篤海上護衛総司令部参謀が反対意見を述べたが、第一機動艦隊は「第二艦隊の水上突入作戦が必要である」と反論した。第二艦隊の水上突入作戦は（目標を敵艦隊とするか輸送船団にするかで見解の相違があったにせよ）、軍令部・連合艦隊・機動部隊の一致した次期作戦指導方針であった。
フィリピンの戦いが続いていた1944年12月中旬、連合艦隊参謀長草鹿龍之介中将と連合艦隊参謀の神は、日本陸軍のミンドロ島逆上陸を強硬に主。これに呼応して第二遊撃部隊・第二水雷戦隊（司令官：木村昌福少将）による礼号作戦が、逆上陸を伴わない在ミンドロ島米軍への艦砲射撃として実行された。

### 第二艦隊の再編
太平洋戦争末期、連合艦隊は既に主力艦艇の多くを喪失。米軍の潜水艦や航空機による通商破壊で、内地に石油などを運ぶ輸送船やその護衛艦艇も次々撃沈された。戦艦大和以下、生き残った主力艦艇や空母を中心とした新造艦艇の多くは燃料不足のため行動することができず、フィリピンの戦い（レイテ沖海戦・北号作戦）後に南西方面から内地へ帰投した後は、呉軍港などに繋がれていた。海龍や震洋といった特攻兵器の生産が優先され、大型軍艦の修理は後回しにされた。この方針に対し伊藤は戦艦の修理を要請して井上と対立した。結果的に伊藤の要望が通り、大和と榛名は呉海軍工廠で、長門は横須賀で修理することが決定した。
1945年（昭和20年）1月1日の戦時編制改訂で日本海軍は第二艦隊を再編し、第一戦隊を戦艦3隻（大和、長門、榛名）で編成、第一航空戦隊を第二艦隊に編入した。その後、軍令部は燃料がなくなった戦艦を浮砲台として軍港に繋ぐ予定だったが、連合艦隊は2月初旬に、第二艦隊を特攻に使用したい意向を明らかにした。連合艦隊の意向に対し、第二艦隊参謀長森下信衛少将は「第二艦隊ノ戦艦ニテ牽制出来ルカ」「第二艦隊ハ出ル前ニ敵機動部隊ニ叩カレヤシナイカ」などと発言した。いずれにせよ作戦方針は大本営海軍部（軍令部）・連合艦隊間で決定し、及川は2月8日に昭和天皇へ作戦方針を奏上、2月10日附で戦時編制を改訂した。第二艦隊（第一航空戦隊〈大和、天城、葛城、隼鷹、龍鳳〉・第二水雷戦隊〈矢矧、第七駆逐隊、第十七駆逐隊、第二十一駆逐隊、第四十一駆逐隊〉）は、水上特攻作戦のために残された。空母は艦上機を搭載せず、囮艦として大和に随伴する予定だった。
3月15日、第二艦隊に第三十一戦隊（司令官：鶴岡道太郎少将、旗艦：花月）を編入。4月1日、第二艦隊に第十一水雷戦隊（司令官：高間完少将、旗艦：酒匂）が編入された。

### 沖縄戦開始
3月17日、連合艦隊（GF）はGF電令作第564号にて大和を含めた第一遊撃部隊に出撃準備を命じ、
を告げた。3月19日、米軍機動部隊艦上機による呉軍港空襲で、呉地区では軽巡大淀など在泊艦艇が被害を受けた。
3月末、米軍にイギリス軍を加えた連合国軍は日本本土への上陸に向けた最終段階として沖縄諸島方面への進攻作戦を開始し、大艦隊が沖縄本島沖に集結した。これに対して日本軍は防衛のため第六航空軍（日本陸軍航空部隊）を連合艦隊司令長官の指揮下に入れた。続いて3月25日に天号作戦警戒を発令した。翌3月26日、米軍は慶良間諸島に上陸を開始、日本軍は天号作戦を発動した。特攻作戦である菊水作戦に呼応する形で、海軍艦艇の東シナ海への出撃を検討する。さきかげとなる菊水一号作戦は、陸海軍航空機による米軍艦船への体当たり攻撃であった。
同26日、第二艦隊の稼働艦艇全力（大和、第二水雷戦隊、第三十一戦隊、第十一水雷戦隊）に対し連合艦隊はGF電令作第581号・583号にて、佐世保港への回航と同港前進待機が指示される。第二艦隊（第一遊撃部隊）を佐世保に進出させ、敵機動部隊を誘致するとともに、航空作戦が有利になれば「攻略船団撃滅を目指す作戦を容易にする」という意図があった。連合艦隊作戦参謀である三上作夫中佐は「佐世保に大和がいることでアメリカ軍の脅威となり、アメリカ軍機動部隊が大和を目標として北上して来る。そこを基地航空隊が叩く作戦」と証言している。これに対し第五航空艦隊長官である宇垣纏中将は「小細工が通用するはずもなく笑止千万。内海待機が適当」と残している。
第一遊撃部隊では、対潜・対空・回避運動の観点から、連合艦隊の作戦案に容易に賛成しなかった。呉鎮守府は呉防備戦隊に対し、隷下部隊をもって豊後水道を通過する第一遊撃部隊の対潜直衛及び同海域の前路哨戒・対潜哨戒を行なうよう命じた。佐伯海軍航空隊の哨戒機、佐伯防第二掃蕩隊、第三特別掃蕩隊（第五十九号、第六十五号海防艦、男鹿、目斗）、第一護衛艦隊の海防艦2隻（御蔵、第三十三号）が出撃して哨戒と掃蕩を開始した。
3月27日深夜から3月28日未明にかけて、B-29は下関海峡に機雷を投下した（日本本土の機雷封鎖については「飢餓作戦参照）。
同28日午前9時30分、大和で各駆逐戦隊指揮官や艦長が作戦打ち合わせを行う。同28日、連合艦隊はGF電令作第589号で佐世保回航兵力から「第二水雷戦隊、第三十一戦隊の兵力から一部欠」と改めた。
豊後水道は前日の27日に呉防備戦隊や佐伯航空隊などによる航路確保のための掃討作戦が行なわれ、航行が可能であった。午前10時30分頃、対潜哨戒機が豊後水道で敵潜水艦を発見、海防艦御蔵等が共同で撃沈した。この潜水艦はトリガー (USS Trigger, SS-237) であった。
同28日午後5時30分、第一遊撃部隊は呉軍港を出港して佐世保へ向った。呉出港時、全ての在艦艦艇が第二艦隊に対して汽笛と「総員帽振れ」で見送ったという。佐世保までの航路は、米軍機動部隊の誘引も考慮して豊後水道経由が選択された。下関海峡は水深10ｍのため大和が座礁する可能性があり、また米軍の機雷に触れる可能性も考慮して選択されなかった。しかし出航と同じ頃、米軍機動部隊が南九州に接近し航空攻撃を加えてきた。この報告を受けて連合艦隊の命令により佐世保回航は延期とされ（GF電令作第590号）、瀬戸内海山口県沖の周防灘で待機となる。豊後水道南部付近では、米艦載機約70機が呉防備戦隊の掃蕩隊を襲撃し、御蔵と第33号海防艦および特設艦艇2隻が沈没、8隻が損傷する大損害を受けた。
30日、B-29が再び下関海峡に機雷を敷設した。また呉軍港と広島湾も機雷で埋め尽くされ、呉に帰還することも困難となった。第二艦隊は宙に浮いた形となった。
2月19日、榛名の航海長を勤めていた茂木史朗中佐が新任航海長として大和に着任した。前任者の津田弘明大佐は普通半日で終わる引継ぎを一週間かけて行なった。この点では大和艦長の有賀幸作大佐、矢矧艦長の原為一大佐も1944年12月の着任で、その後も燃料不足やドック入りのため満足な訓練ができず乗艦の操艦に熟練していなかった。午後5時26分、大和以下の艦隊とともに移動中の駆逐艦響が周防灘で触雷して脱落、朝霜に曳航されて呉に向かう。その後、響が自力航行可能となったため、朝霜は曳航を中止して第二艦隊に合流した。
4月1日、連合軍は沖縄本島への上陸を開始した。これに対する日本軍の菊水作戦の発動は4月6日と決定された。現地作戦指導のため、連合艦隊の参謀（草鹿〈参謀長〉・淵田美津雄〈航空〉・三上〈作戦〉）は鹿屋航空基地に出張した。沖縄の日本陸軍や海軍陸戦隊は持久作戦を主張、内地の大本営や連合艦隊司令部は航空特攻や海上特攻を含めた総攻撃を主張し、日本軍の作戦方針は統一されていなかった。
4月2日、昭和天皇は参謀総長である梅津美治郎大将に対し沖縄方面戦況を憂慮、現地軍が攻勢に出ない理由を尋ね、逆上陸（敵の上陸地点に、海上より強襲揚陸を敢行すること）を提案する。大本営陸軍部作戦部長宮崎周一陸軍中将は、この経緯を以下のように記録している。
一方、第二水雷戦隊司令部はアメリカ軍の優勢を認めた上で、3つの選択肢を検討した。
第二水雷戦隊は第3案を「最も有利なる案」として4月3日、第二艦隊司令部に意見具申する。第二艦隊司令部は賛同の上で連合艦隊司令部に伝達した。ところが伊藤は連合艦隊が航空部隊に総攻撃の準備命令が出されたことを知って意見具申を取りやめた。

### 海上特攻隊突入計画
連合艦隊司令部では、沖縄戦以前から神重徳連合艦隊首席参謀が海上特攻の実施を主張していた。神は、つねづね局地戦に大型艦をうまく使えるとの信念をもち、沖縄上陸戦の攻防にも参加させるべきと意見を抱いていた。沖縄戦における海上特攻作戦は、4月3日の航空総攻撃決定を受けて、神奈川県横浜市日吉の連合艦隊司令部（慶應義塾大学日吉キャンパス内の日吉台地下壕にあった）で決定した。
連合艦隊司令長官である豊田副武大将は「大和を有効に使う方法として計画。成功率は半分もなし。うまくいったら奇跡。しかしまだ働けるものを使わず残しては、現地将兵を見殺しにする。だが勝ち目のない作戦で大きな犠牲を払うのも大変苦痛。しかし多少の成功の算あれば、できることはなんでもやらねばならぬ」という気持ちで決定したと回想している。
神は軍令部との交渉に入ったが、作戦課長である富岡定俊少将は反対であった。富岡は「この案を持ってきたとき私は横槍を入れた。大和を九州方面に陽動させて敵の機動部隊を釣り上げ、基地航空部隊でこれを叩くというなら賛成だが、沖縄に突入させることは反対だ。第一燃料がない。本土決戦は望むところではないが、もしもやらなければいけない情勢に立ち至った場合の艦艇燃料として若干残しておかなければならない。ところが私の知らないところで、燃料は片道でもよいということで、小沢治三郎軍令部次長のところで承知したらしい」と話している。神の提案を及川軍令部総長は黙って聞いていたが、小沢は「連合艦隊長官がそうしたいという決意ならよかろう」と直接許可を与えた。戦後、小沢は「全般の空気よりして、その当時も今日も当然と思う。多少の成算はあった。次長たりし僕に一番の責任あり」という。
沖縄突入という具体案は、草鹿が鹿屋に出かけている間に神が計画したものであった。神の戦艦（大和）突入計画に対し、草鹿は機会を見る必要があるとなだめていた。当時、連合艦隊は神奈川県横浜市の日吉キャンパスにあり、草鹿は沖縄戦指導のため九州に出張中であった。そこへ神が草鹿宛に電話をかけ、応対に出た三上に対し、第一遊撃部隊による沖縄突入作戦決定を伝えた。神は草鹿を通さずに豊田に直接決裁をもらってから「参謀長、意見はどうですか？」と電話で話したので、草鹿は「決まってからどうですかもないと腹を立てた」という。日吉と鹿屋の間ではげしい議論になったとき、神は「航空総攻撃を行う奏上の際、陛下から『航空部隊だけの攻撃か』と下問があったではないか」ということを強調していた。
淵田（草鹿とともに九州出張中）も「神参謀が発意し直接長官に採決を得たもの。連合艦隊参謀長は不同意で、第五航空艦隊も非常に迷惑だった」という（昭和24年4月22日、マッカーサー司令部歴史課係官の質問に対し）。淵田の意見に対し、三上（草鹿とともに九州出張中）は「当時の連合艦隊司令部の空気などから考えて、神参謀の発意だけで、作戦が採用されるはずなし。水上部隊をも挙げて総攻撃をおこなうならこういう方法しかない…と提案したのが神参謀であったかもしれない」と回想している。
神は第二艦隊参謀として大和に乗艦することを希望したが、参謀副長高田利種少将は却下した。神が三上に語ったこの作戦決定の理由は、以下のとおり。3月30日、昭和天皇に対し及川が沖縄方面のアメリカ軍に対し特攻作戦を行うことを奏上した。これに対し昭和天皇は、「総攻撃は航空部隊だけか。海軍にはもう艦がないのか。海上部隊はないのか」と（三上によれば一般的な）質問を行い、それに対して「海軍の全力を投じて作戦を行う」と及川が答えたことが決定の理由だという。このやりとりは宇垣（九州航空基地所在）の『戦藻録』4月7日の大和沈没時の日記で述べられているが、戦後の小沢は「宇垣は田舎にいてよくそんなことがわかるね」と評している。
なお、三上によれば昭和天皇の「お言葉」は梅津への直言か、神が自分で付け加えた言葉かも定かでないという。数日後、昭和天皇は沖縄方面への逆上陸作戦を提案することになった。
神は草鹿に大和へ説得に行くように要請し、草鹿は大和の第二艦隊司令部を訪れ長官の伊藤に作戦命令の伝達と説得を行った。なかなか納得しない伊藤に草鹿は「一億総特攻の魁となって頂きたい」と言うと、伊藤は「そうか、それならわかった」と即座に納得した（三上の回想による）。
この作戦は、大和以下の艦隊を沖縄本島に突入させて艦を座礁させたうえで砲台として砲撃を行い、弾薬が底をついた後は乗員が陸戦隊として敵部隊へ突撃をかけるという生還を期さない特攻作戦であった。
4月5日、伊藤は以下の命令を受けた。
アメリカ軍の制空権下における航空機の援護のない水上部隊の特攻を、当初から悲観していたものもいた。沖縄第三十二軍司令官である牛島満中将は、海上特攻実行と陸軍総攻撃を求める機密電報を投げ捨てたという。米内海軍大臣は神に対し「成功したら奇蹟だ」と述べる。これに対する神の答えは「戦わずに沈められるより、戦って沈んだ方が良い」であった。大和に華々しい最後を飾らせたいという考えは、神だけでなく、海軍首脳の誰もが抱いていた可能性も指摘される。たとえば宇垣は作戦そのものには反対しつつも「（沖縄日本陸軍が総攻撃を行うので）決戦ならば之もよからん」と諦めており、草鹿も「いずれその最期を覚悟しても、悔なき死所を得させ、少しでも意義ある所に」と述べている。高田も「大和を特攻に使わないで戦争に負けたら、次の日本は作れない」と考え、神の提案に内心では賛成だったという。
能村次郎（当時、大和副長）によれば、午後の日課中に有賀艦長から特攻出撃命令書を受け取り、すぐに当直配置員を除く全乗組員2,500名を大和前部一番主砲塔付近に整列させて特攻出撃を伝達した。海上特攻は否応なしの至上命令であったという。そして、第二艦隊に配属されたばかりの士官候補生や老兵・傷病兵を退艦させる。特に第七十四期士官候補生達（大和49名、矢矧28名）は4月3日夕刻に大和や矢矧に乗艦したばかりで、空母葛城や天城にうつされた（4月10日、12日附で正式に転勤発令）。夜、酒保が開かれて宴会が行われ、有賀も酒宴に加わった。若手士官の居室で吉田満著『戦艦大和ノ最期』で描かれるような出来事があったかどうかについて、生還した士官達の証言は定まっていない。伊藤は妻子に向け手紙を書いていた。伊藤の息子は航空機搭乗員として特攻が予定されており、伊藤は副官に「息子は特攻だ。もう生きていても良いことがない」と語ったことがある。
大和とは別地点に停泊していた軽巡洋艦矢矧では、水上特攻命令受領を受けて第二水雷戦隊隷下の駆逐隊司令や駆逐艦長が集まり、二水戦司令官古村啓蔵少将のもとで会議が開かれた。全員が驚き、駆逐艦初霜の酒匂雅三艦長は「豊田副武連合艦隊司令長官がなぜ陣頭指揮をしないのか」と批判したという。他の駆逐隊司令や艦長も同意見であったが、大和での第二艦隊司令部作戦会議では伊藤が「この命令は我々に死所を与えたものである。死んでこいということである」と発言し、第二水雷戦隊各艦も命令に従い出撃準備に着手した。この後、各艦で酒宴が開かれた。司令や艦長達は矢矧の司令官公室で酒宴を開いた。駆逐艦長達は厳しい戦いを覚悟しつつ「自分の艦は大丈夫」という雰囲気があったという。4月6日午前6時、矢矧以下の第二水雷戦隊が徳山沖停泊中の大和に合流した。
当初、中央からの指示により第一遊撃部隊の搭載燃料は片道分のみ（2,000トン）を搭載予定となっていた。だが「人が死ににゆくのに腹一杯食わさんでどうする」と各艦長が抗議、連合艦隊護衛総隊割り当て分の一部及び基地補給班が員数を集め、呉鎮守府や呉軍需部長である島田藤治郎少将に掛け合い、第二艦隊全ての艦艇の燃料を確保した。徳山にある燃料タンクの底に残っていた帳簿外の重油までもかき集めたという。また出撃しない駆逐艦から燃料と弾薬を出撃艦艇に移譲している。各艦に補給された燃料は満タンの量ではなかったが、巡航速度であれば沖縄本島と呉との間を4往復はできるだけの量はあったという説もある。
詳細は、大和4,000トン、矢矧1,250トン、冬月900トン（佐世保到着時残量650トン）、涼月900トン（400トン）、磯風599トン、浜風599トン、雪風588トン（170トン）、朝霜599トン、霞540トン、初霜500トン（300トン）。満州の大豆からとった油が混ざっているので馬力が2割下がったという雪風機関長の異説もある。海上護衛総司令部参謀である大井篤大佐によれば、大和と第二水雷戦隊のために輸送船の護衛艦の燃料割り当てが割かれたという。初霜艦長である酒匂は「燃料を満タンにしてくれたおかげで回避行動ができた」と回想している。なお、連合艦隊機関参謀である小林は「予定どおりの燃料（片道分）を補給した」と報告したので、大本営海軍部（軍令部）と連合艦隊司令部は「第一遊撃部隊は片道燃料で出撃した」と思っていた。陸軍第三十二軍司令官牛島満中将は、沖縄方面の制空権の状況から「ご厚志は感謝するが、時期尚早と考察するので、海上特攻の出撃は取止められたし」と電報した。
日本側はアメリカ軍の機動部隊が沖縄東方に存在することを前提に計画を立てていた。7日早朝大隅半島を通過し、沖縄突入は8日黎明を予定。アメリカ機動部隊出現の場合は一旦計画を中止して北上し、基地航空兵力の特攻作戦成果を待って反転突入を企図した。日本海軍の計画について古村は「出撃時期と到着時期を固定してただ走れば、途中の壊滅は必至である」と回想した。

### アメリカ海軍の対応
アメリカ海軍は、「マジック」極東情報が行った日本軍の暗号電報の傍受と解読と、F-13（B-29の偵察機型）の空中偵察により大和出撃についてほぼ全容を把握していた。
4月3日菊水一号作戦発動を天信電令作第39号の解読により察知し、4月4日のGF電令作第601号電番などにより突入の日が6日であること、4月5日には「第一遊撃部隊が6日に徳山で燃料を補給すべし」との連合艦隊司令長官の指令を、4月6日には天一号作戦部隊発の沖縄特別根拠地隊宛のGF電令作第607号電番解読により第二遊撃部隊が海上特攻隊であること、さらにGF電令作第611号電番により大和以下8隻の駆逐艦と矢矧であることを、そして、あらかじめ6日夕刻ごろに艦隊が豊後水道を出撃せよとの連合艦隊の命令まで解読しており、潜水艦に「敵艦隊が被害を受けて引き返すことのないよう」魚雷発射を禁止して、哨戒配置につかせていた。また、F-13による偵察で、午前9時30分に呉西方を行動中の駆逐艦6隻と大型艦の行動を捕捉し、6日の日没後にはついに豊後水道通過時に艦隊はアメリカ潜水艦SS295「ハックルバック」がレーダーにより発見して追跡、しばらくの間接触を保つことができた。これによりアメリカ艦隊は、暗号情報が正しいことを確認できた。
4月6日、大規模な神風攻撃「菊水一号作戦」が行われ、これを見たスプルーアンス大将は、神風攻撃に呼応して水上部隊も出撃してくるだろうと推測した。スプルーアンス大将は潜水艦と航空機による哨戒を厳重にするよう命じる。この4月6日午後、徳山から「光輝アル帝国海軍海上部隊ノ伝統ヲ発揚スルト共ニ其ノ栄光ヲ後昆ニ伝ヘントスル」第二艦隊が出撃する。上述のようにデヨと同期換算の伊藤整一中将に率いられた第二艦隊は戦艦大和と第二水雷戦隊（司令官古村啓蔵少将）で構成され一路沖縄を目指すが、豊後水道通過後に2隻のアメリカ潜水艦スレッドフィン (USS Threadfin, SS-410) とハックルバック (USS Hackleback, SS-295) から相次いで発見され、情報はスプルーアンス大将の下に集められる。はたしてスプルーアンス大将の予測は的中し、4月7日未明にデヨを呼び出して水上戦闘の準備を行うよう命令を発した。同時に、艦隊には航空部隊も連ねていると推測したスプルーアンス大将は、第58任務部隊司令官マーク・ミッチャー中将に対しても、空からの脅威に対処するよう命じた。
スプルーアンス大将は一つの夢を見ていた。しばらくは陸上砲撃という任務しか与えられなかった指揮下の戦艦に、艦隊決戦を実施させる最後の機会を与えたかった。幕僚の中には大和を恐れる者もいたが、第54任務部隊の数的優勢をもってすれば撃破はたやすいとも考えられていた。機動部隊指揮官であるマーク・ミッチャー中将は、戦艦に対する航空機の優位性を証明できる最良の機会として闘志を燃やし、機動部隊に「空からの脅威に対処するよう」という命令が出ていたため、3個の空母部隊を大和への攻撃が可能な九州より最も遠い海域に集結させた。

### 日本の艦隊出撃
4月5日、呉防備戦隊の対潜掃蕩部隊が再び豊後水道方面に出撃した。
日本陸海軍は、4月6 - 7日にかけて300機近くの特攻機を投入した。飛行技術の練度不足や興奮などの諸条件により小型艦艇を目標にした特攻機が多く、駆逐艦2隻、掃海艇1隻、揚陸艇1隻、貨物船2隻撃沈・駆逐艦8隻がなんらかの損傷を受けた。沖縄の第三十二軍は撃沈（戦艦2・艦種不詳2・大型3・小型2）・撃破（戦艦1・炎上駆逐艦1・輸送船6・小型2・艦種不詳9）を報告した。東京のラジオは、アメリカ軍戦艦2隻・巡洋艦3隻・小型艦船57隻撃沈、アメリカ軍空母5隻を含む61隻を撃破したと報じた。第五航空艦隊司令官は特攻出撃が充分な戦果をあげたと判断している。

4月6日、連合艦隊長官は第二艦隊に対し
と電報訓示する。
九州の鹿屋（第五航空艦隊）に出張して宇垣とともに特攻出撃を見守っていた草鹿と三上は、東京から第二艦隊出撃計画が豊田の決裁を受けたという連絡を受けた。「きまってから（長官の決裁をうけてから）参謀長の意見はどうですかもないもんだ」と憤慨しつつ、草鹿は水上機に乗って大和を訪れた。大和内部にある長官公室での打ち合せでは、伊藤長官は作戦に納得しなかった。だが、既に陸軍の総攻撃が計画されていると三上が告げると、伊藤は作戦を了承した。草鹿の「一億総特攻の魁（）となって頂きたい」という言葉も要因だったとされる。一方で、草鹿参謀長の回想録には特に言及がない。伊藤は「途中で沖縄到達の見込みがなくなった場合はどうするか」と質問し、草鹿は「貴方に一存する」と答えると、伊藤は喜色満面となって「わかった。安心してくれ、気もせいせいした」と返答したという。海軍兵学校時代の草鹿は伊藤の後輩であり、草鹿は「何かにつけて下級生をかばう良き先輩であり、訣別の辞を伝えにいかなくてはならぬ破目になったことは皮肉な巡り合わせ」と述べている。なお高田利種連合艦隊参謀副長は、草鹿が大和特攻作戦をむしろ熱心に主導したと断言しているが、「何時出撃するかを知らされなかった」可能性はあるとしている。
その後、大和にて各戦隊司令官、艦長が集合した。そこで草鹿による作戦説明と、伊藤による訓示が行われた。草鹿が「沖縄に乗り上げて陸戦隊になって欲しい」と告げると、第二艦隊将校から「陸戦武器がないじゃないか」と疑問がぶつけられた。古村によれば、草鹿の「一億総特攻の先駆け」はこの将校会議で出た発言である。結局、伊藤が反論や不満を抑える形となり、艦長達は命令に従った。伊藤は1人上機嫌だったという証言も残されている。草鹿が宇垣に語ったとこによれば「第二艦隊の空気は最初沈滞気味なりしが伊藤二艦隊長官の訓示にて其の気になりたりと云ふ」。
15時20分、大和以下、第二艦隊は徳山沖を出撃した。16時10分、伊藤は麾下の艦艇に対し出撃に際しての訓示を発する。

このように悲壮なる決意をもって第二艦隊は出撃したのである。だが、沖縄の第三十二軍は作戦参謀八原博通大佐を中心に持久作戦を主張、大本営の沖縄飛行場攻撃命令・8日総攻撃要請にも応じなかった。海上特攻を思いとどまるよう牛島軍司令官は発信、『大本営機密戦争日誌』によれば
とである。
夕刻、大和甲板では総員が集合し、訓示の後「各自の故郷に向かって挨拶せよ」との命令が出た。矢矧艦長は「生きて帰ることをためらってはならない」と乗組員に説明していた。夜間、第二水雷戦隊は大和を目標とした雷撃訓練を行う。第二水雷戦隊は新編成以降燃料不足のため、4月6日まで一度も総合訓練を行ったことがなかった。連合艦隊の命令により、佐伯航空隊の零式水上偵察機14機と、呉防備戦隊の掃海部隊や、海防艦志賀および第194号海防艦が第二艦隊の前方を進んだ。17時前に哨戒機が敵潜水艦を発見し、特別掃蕩隊や志賀が攻撃をおこなって撃沈確実を報じた。豊後水道で対潜掃討隊と分離した後、艦隊は一路沖縄本島への進路を取る。20時20分頃、都井岬南方30海里の地点に配備されていたアメリカ軍のスレッドフィン（USS Threadfin, SS-410）とハックルバック（USS Hackleback, SS-295）の2隻の潜水艦は豊後水道を南へ向かう日本艦隊を発見し、アメリカ艦隊へ日本艦隊の出撃を通報した。両艦には魚雷攻撃禁止命令が出ていた。これは中途半端な損害を与えて内地に戻られるのを避けたためである。ただし、ハックルバックは駆逐艦を狙って魚雷を装填したが、接近されたために発射のチャンスを失った。第二艦隊でも、アメリカ潜水艦の電文を探知していた。一方、大和の艦内では乗組員に汁粉が出た。夕食は赤飯と鶏肉の唐揚げだったという。
4月7日午前6時、日本艦隊は大隅半島を通過し外洋へ出ると、沖縄本島へ向かった。この時、大和は唯一搭載していた零式水上偵察機を発進させている。陸上航空部隊からは次々と特攻機突入の報告が入り、「正規空母3隻、特設空母1隻、戦艦1隻撃破」という誤戦果や、7日午前4時には「敵機動部隊大打撃。空母を含む数隻撃沈確実、敵艦隊大混乱」との誤報を受取っている。日本艦隊は大和を中心とし、その周りを1,500メートルずつ離れて矢矧と8隻の駆逐艦が輪形陣を敷き、20ノットで進んだ。
護衛する駆逐艦のうち、朝霜は午前7時に機関故障を起こして速力が12ノットとなり、艦隊から落伍した。大和の零式水上偵察機は、異状排気を起こして速力を低下させる朝霜を目撃している。その後、大和所属機は矢矧所属機に哨戒をひきついで鹿児島県の指宿基地に向かった。8時15分、矢矧からも水上偵察機1機が射出されており、午前9時ごろ指宿基地に到着した。8時、昭和天皇が伊勢神宮に高松宮宣仁親王を御名代として差遣したとの連絡が入る。
午前11時、朝霜が第二艦隊の視界外に脱落した。同時刻、大和の電探がアメリカ軍編隊を探知する。それから間もなく艦隊は小型艦艇3隻からなる大島輸送隊（第百四十六号輸送艦、駆潜艇四十九号、駆潜艇十七号）とすれ違った。大島輸送隊は奄美大島への強行輸送を任務とした部隊で第一号型輸送艦と第百一号型輸送艦を基幹とする。今回は輸送艦3隻（第十七号、第百四十五号、第百四十六号）・海防艦1隻（百八十六号）・駆潜艇2隻（十七号、四十九号）で編成され、第十七号輸送艦艦長を指揮官として3月31日に佐世保から出撃、4月2日に奄美大島に到着、輸送物資を揚陸した。同島でのアメリカ軍の航空攻撃と座礁事故により輸送艦2隻と海防艦1隻を失い、帰投中であった。第二水雷戦隊は12時19分視認距離で遭遇、大和は12時22分、45km先に発見としている。1月まで駆逐艦浜風砲術長兼第一分隊長だった輸送隊指揮官、丹羽正之（正行）大尉は旗艦から大和に対して無線もしくは手旗・発光信号で答礼すると「有難ウ、ワレ期待ニ応エントス」という返礼があった。同時刻、佐世保へ向かう海防艦屋代も第二艦隊とすれ違い、第二艦隊の無線電報を受信している。記録によれば屋代は佐世保に在泊となっているが、大和を目撃したという乗組員の証言もある。

### 日本軍の航空掩護
鹿屋基地では、第二艦隊の上空援護を巡って宇垣と草鹿の間にやりとりがあった。宇垣は唐突に決まった作戦に反対しつつ「連携ある作戦で友軍の援護をすることは当然」として、配下の戦闘機隊に対し、第二艦隊掩護命令を出した。第二艦隊は5機から10機の零式艦上戦闘機（零戦）が、午前10時まで上空警戒をしていたと報告している。ただし、アメリカ軍の記録によると8時15分から正午すぎの空襲に至るまで、F6Fヘルキャット偵察隊やマーチン・マリナー飛行艇が第二艦隊上空に留まって監視任務を続行している。大和も8時40分にヘルキャット7機を確認したが、日本軍機との間で空戦が起こった記録はない。一方で、矢矧に乗艦した機関将校は第二艦隊上空を通過する特攻機を目撃している。
阿部三郎（海軍中尉、五航艦第二〇三空）は、自らの所属していた戦闘三一一飛行隊を含めて、幾つかの部隊に第二艦隊掩護命令が出たことを記憶している。だが出撃準備中の4月7日午後3時、第五航空艦隊から発進中止命令が下った。阿部の戦後の調査によれば、戦闘三〇三飛行隊から早朝に4機が出撃したが、視界不良のため大和を発見できず帰投した。戦闘三一二飛行隊（笠之原基地）からは8機（伊藤康夫中尉）発進して第二艦隊と大和上空を護衛し、三五二空（大村基地）からは零戦隊・甲分隊が午前10時まで第二艦隊上空を護衛していた。美濃部正少佐が指揮する芙蓉部隊（夜間戦闘機部隊）にも第五航空艦隊から大和掩護要請があったが、芙蓉部隊の戦闘機は美濃部の方針で空戦の訓練を行っておらず、美濃部は芙蓉部隊に制空戦闘はできないと断っている。このように宇垣の第五航空艦隊が軍組織として上空掩護を行ったことは確実だが、混乱と準備不足のために戦闘機部隊を手配しきれず、午前中のみの、少数機による中途半端な掩護で終わってしまった。
海軍から第二艦隊の出撃を知らされた陸軍航空隊第6航空軍司令官菅原道大中将は、「（大和特攻の際に）南九州の第100飛行団が四式戦闘機疾風48機を投入して、奄美大島付近の制空権を一時的に掌握、協力する」と海軍側に約束している。約束通り、第100飛行団を主力とする陸軍航空隊の戦闘機41機が出撃、12：00から14：00にかけて制空戦闘をおこない10機が未帰還となった。

### アメリカ軍攻撃隊発進

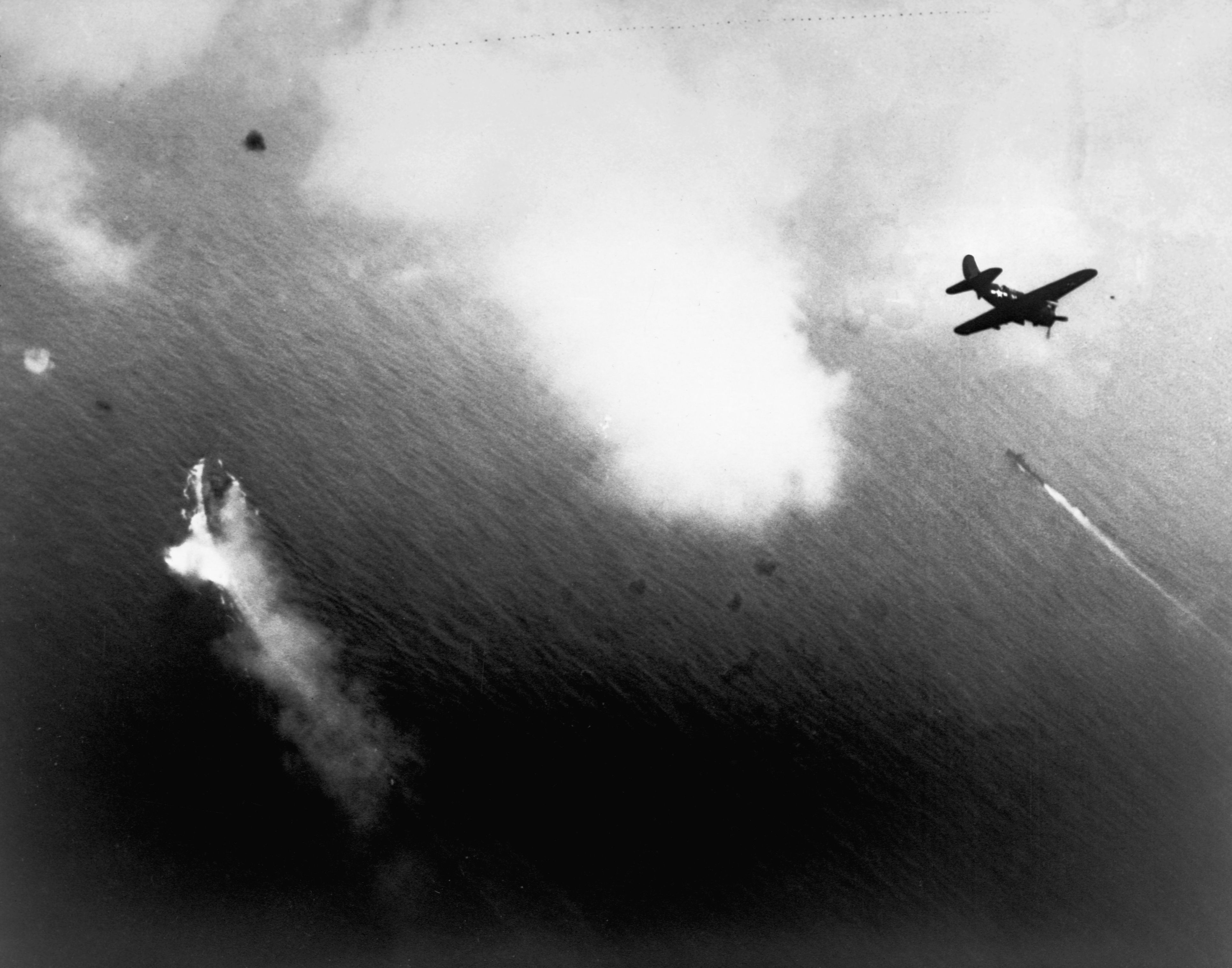
アメリカ軍艦載機部隊ヘルダイバーによる大和（中央左）への攻撃の開始。大和の右舷側を護衛するのは雪風（中央右）。

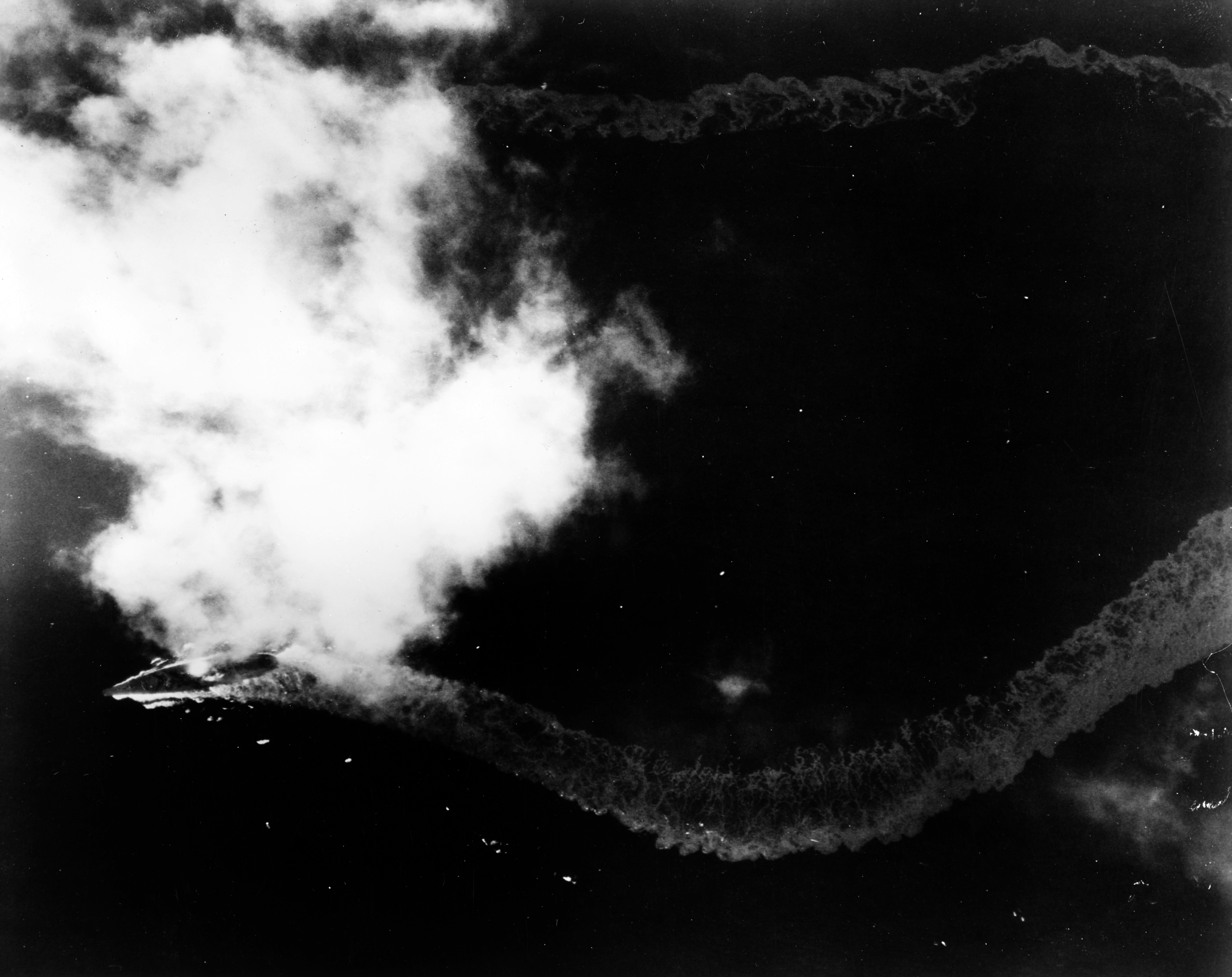
艦載機の攻撃を受け、回避行動を取る大和。

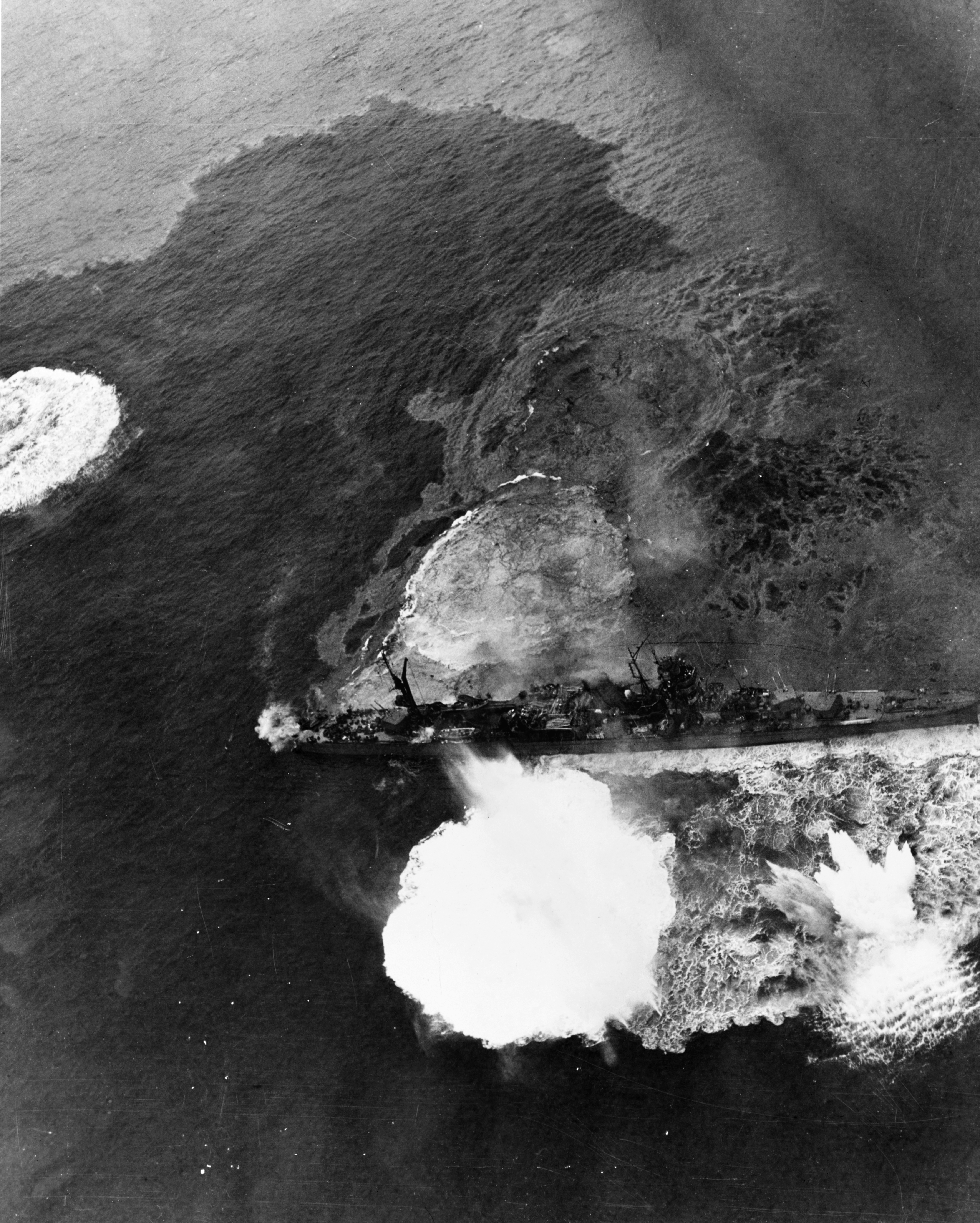
魚雷と爆撃による猛攻を受ける矢矧。

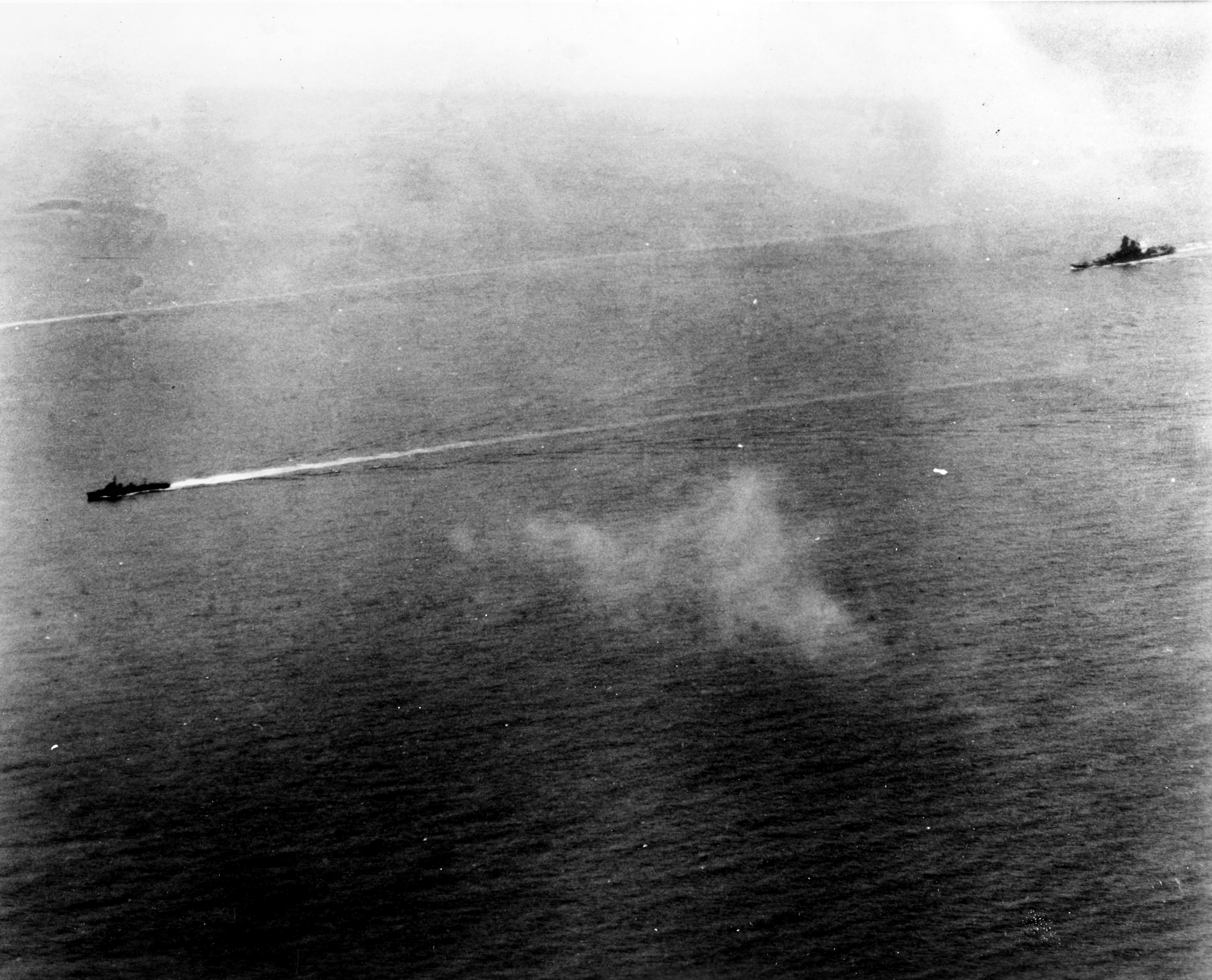
左舷に魚雷を受け艦が傾斜した大和（右）。護衛するのは雪風（左）。

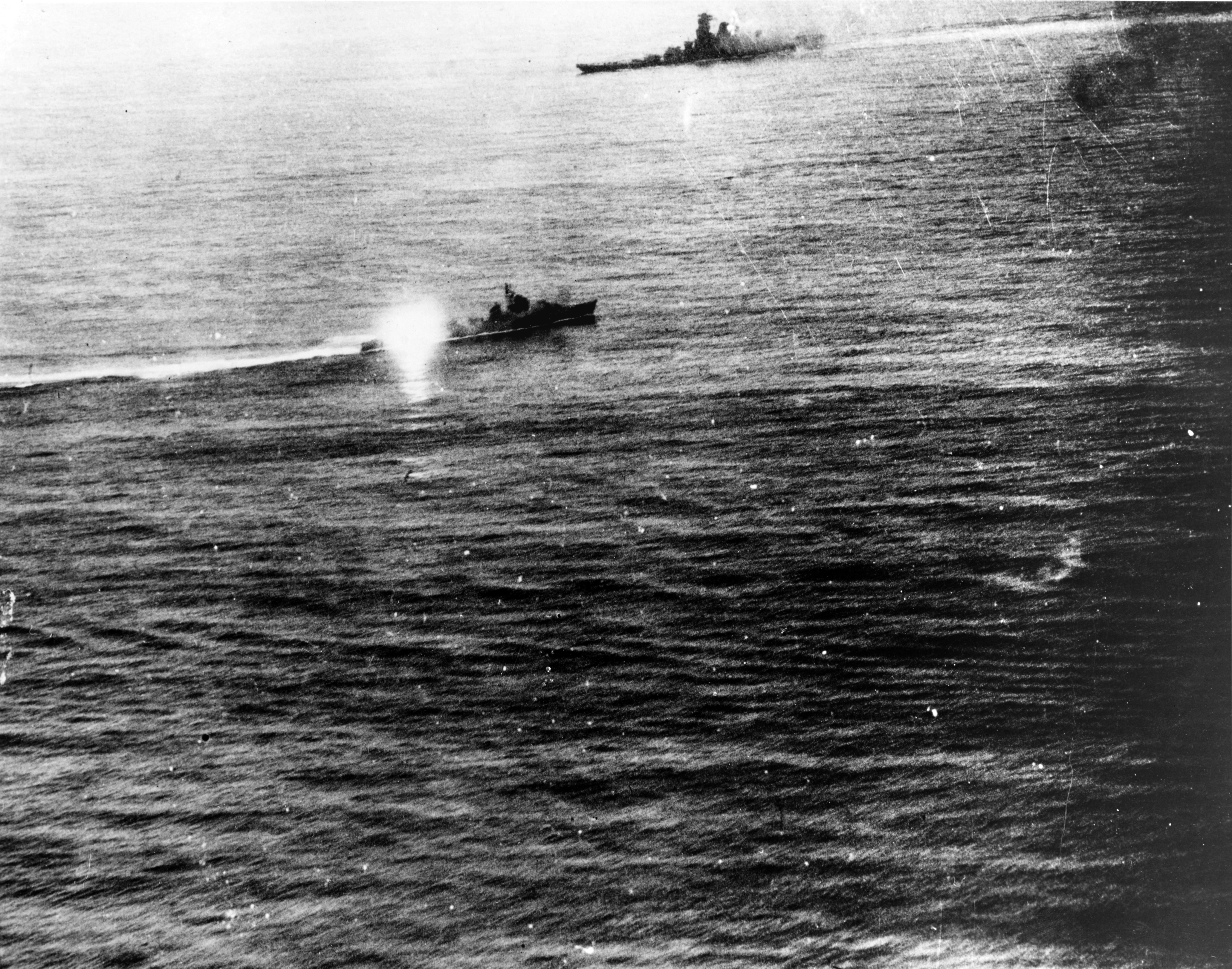
大和を護衛する冬月（左）が後部高角砲を発砲した瞬間。後方に大和。

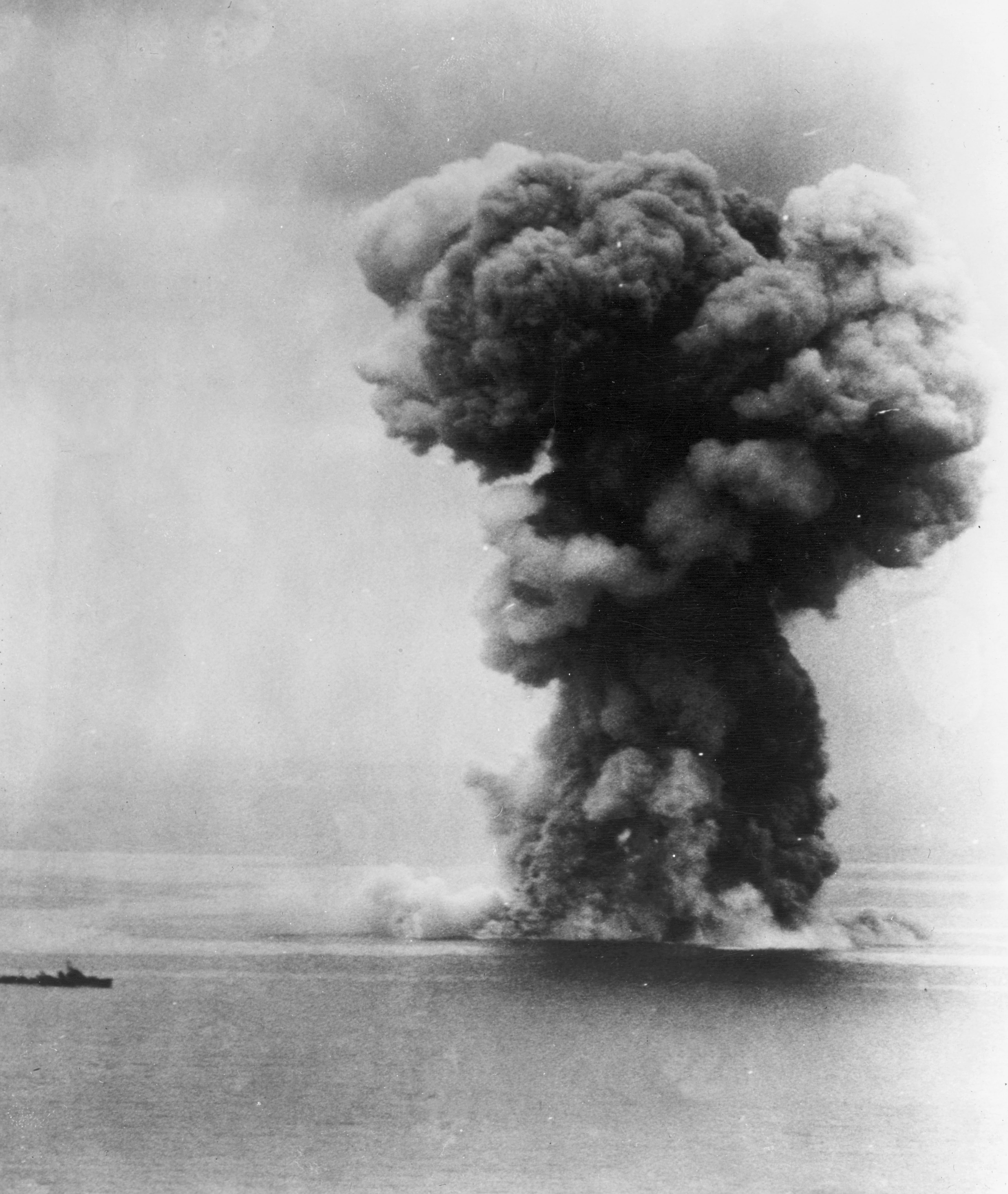
大和の爆発

一方、アメリカ軍の偵察機は日本艦隊を追跡した。8時15分、3機のF6Fヘルキャット索敵隊（ウィリアム・エスツス中尉）が大和を発見した。8時23分、空母エセックスのジャック・ライオンズ少尉隊も第二艦隊に接触し、大和は沖縄へ向かっていると報告した。ミッチャーは付近のヘルキャット16機に接触を続けるよう命じる。ミッチャーは攻撃隊が飛行する距離が長いことを考慮し、不時着回収機として「空飛ぶ象」と呼ばれたマーチン飛行艇を配置することにした。その他の支援艦艇も、航空攻撃が失敗に終わった場合に備えて日本艦隊阻止のため集結した。8時40分、日本艦隊もヘルキャット隊を発見する。10時、日本艦隊は西に向きを変え撤退するように見せかけたが、11時30分に沖縄本島へ向けて進路を変えた。
アメリカ軍はさらにマーチン・マリナー飛行艇2機（VPB-21哨戒飛行隊）を投入した。ディック・シムズ大尉は小型船3隻の船団と、大和を中心とした第二艦隊を発見。シムズは大和から射撃され、レーダー妨害用の錫箔（）をまいて雲に入った。11時14分（アメリカ軍の記録11時37分）にもヘルキャット6機に射撃した。
大和の出撃を察知し、沖縄諸島攻略の任に当たっていたアメリカ第5艦隊司令長官であるレイモンド・スプルーアンス大将は迎撃を命令、沖縄本島周辺に艦砲射撃任務を遂行中だった司令官のモートン・デヨ少将率いる第3戦艦隊の3隻（アイダホ、ニューメキシコ、テネシー）と第4戦艦隊の3隻（ウェストバージニア、メリーランド、コロラド）、巡洋艦7隻（バーミングハム、モービル、ビロクシー、サンフランシスコ、ミネアポリス、タスカルーザ、ポートランド）、駆逐艦21隻を任務から外して迎撃準備を行わせた。艦隊の進路が不明なため、最終的にミッチャー中将の第58機動部隊による航空攻撃を許可した。実際には、ミッチャーはスプルーアンス大将の命令を受ける前に攻撃隊を発進させている。
10時ごろ、奄美群島近海に位置していた空母サン・ジャシント、ベニントン、ホーネット (CV-12)、ベローウッド、エセックス、バターン、バンカーヒル、キャボット、ハンコックからのF6Fヘルキャット戦闘機とF4Uコルセア戦闘機132、SB2Cヘルダイバー爆撃機50、TBF/TBMアベンジャー雷撃機98が発進した。戦闘機はロケット弾を装備するか、250kg爆弾2発を搭載して出撃した。280機はすぐ第二艦隊に向かったが、ハンコックから発進した53機は道に迷った。10時45分、イントレピッド、ラングレー、ヨークタウン（CV-10）から106機が発進した。少なくとも3機が事故で墜落するか、故障で引き返した。この時点で、はじめてミッチャーはスプルーアンスに対し第二艦隊を攻撃することを通知し、「貴官がやられますか？それともこちらでやりますか？」と報告した。そのスプルーアンスは、アメリカ海軍史上最も短い作戦命令「貴官が奴らをやれ」（You Take Them）を伝えた。

### 第1波攻撃
日本艦隊には第五航空艦隊所属の予備機の零戦20機が直掩として付随したが、九州近海で陸上基地に帰還した。天候は雨雲が1,000メートル程度、風速10メートル、視界は8キロ以下であった。大和の主砲を除いて光学照準式の高射指揮装置と時限信管式の対空砲しかない日本艦隊の防空砲火側には極めて不利であり、「攻撃隊にはもってこいの天候」とする意見がある。大和の艦橋にいた第二艦隊参謀長の森下も悪天候により対空砲火の効果と威力が低下したと回想している。反面、大和が煙幕を展開すれば簡易型のレーダーを装備（雷撃機と攻撃機の電信席に装備）していても空中衝突の危険が大きく攻撃不能の可能性があったとするアメリカ軍パイロットや、大和主砲方位盤射手村田大尉の意見など評価が分かれる。2時間かけて到着したアメリカ軍の攻撃隊は雲の上で日本艦隊の対空攻撃の射撃を受けずに、攻撃を行うために日本艦隊を取り囲むことができた反面、目標の進路や速度を目視において確認するためには一旦雲の下に下りなければならなかった。
第1波の攻撃隊は12時32分に攻撃を開始した。日本艦隊は速度を24ノット、続いて最大戦速として回避行動を開始し、対空戦闘を始める。この時の駆逐艦配置については、著作によって差異がある。しかし回避行動によって輪形陣はすぐに崩れてしまった。たとえば雷撃機を回避しようと大和が右に転舵したため、輪形陣先頭にいた矢矧は大和の左舷4000 - 5000mに引き離されている。
大和は近距離の敵機に対して24門の高角砲や約150門の機銃などの対空火器を装備していたが、日本軍生還者が「凄まじい」と表現するアメリカ軍機の雷撃・爆撃・銃撃の同時攻撃を阻止するには至らなかった。大和はこの海戦で主砲を1発も撃つことはなかったという回想もある。
まず、ベニントンの第82爆撃中隊11機が大和に攻撃を開始した。雷撃機は転覆を狙うため大和の左舷に攻撃を集中したとされるが、特に拘っておらず、機会があり次第、左右同時雷撃を行っている。12時45分、駆逐艦浜風が被弾して航行不能となった。12時46分、矢矧の右舷機関部にベニントン隊の放った魚雷が命中した。これにより機関部員は全滅し、矢矧は航行不能となった。第1波の攻撃で大和には爆弾2発と魚雷推定1本（森下2 - 3本、アメリカ軍主張8本）が命中した。左舷への傾斜は右舷への注水で回復したが、爆弾の命中により後部艦橋と後部副砲が破壊され、火災が発生した。また、この攻撃で12時48分に浜風が爆沈した。13時8分には涼月が前部に爆弾の直撃を受け大破、落伍した。さらに、機関の故障で艦隊から落伍していた朝霜も大和以下に対する空襲の開始直前にサンジャシントの飛行隊14機、もしくはバンカーヒルの飛行隊10機に攻撃された。魚雷2本が艦橋右舷下と機械室に命中、大爆発を起こして朝霜は沈没した。最後の電信は12時21分であった。アメリカ軍の攻撃隊は、朝霜をピケット艦と判断している。

### 第2波・第3波攻撃
13時20分から14時15分の間に第2波と第3波の攻撃隊が来襲した。攻撃隊はエセックスのハーモン・アター中佐が指揮している。攻撃は大和に集中した。爆弾は艦上構造物に損害を与え、対空射撃能力が低下した。魚雷はほとんどが左舷に命中していたが、特に意図はなく、大和が左旋回を繰り返していたため左舷を狙いやすかったからだった。アメリカ軍は第2波、第3波攻撃で魚雷命中29本を主張。艦は傾き転覆の危機が迫った。13時25分、通信施設を破壊された大和は、随伴する初霜に通信代行を依頼する。13時33分、右舷の機関室とボイラー室に注水がおこなわれた。この際、機関科兵員に命令が伝わらず水にのまれたと一部の書物には記載されているが、注水作業を瞬時に行うことは不可能であり、退避する時間は十分にあったと能村副長は証言している。右舷の機関の喪失と多量の浸水のため、大和の速度は10ノットに低下した。低速で進む大和は雷撃機の格好の目標となり、航行能力を削ぐために舵や船尾に攻撃は集中した。この間、13時25分には霞が直撃弾2発、至近弾1発を受けて缶室に浸水、航行不能となり落伍。第一波攻撃で航行不能となっていた矢矧にはさらに複数の魚雷と爆弾が命中し、14時5分に沈没した。古村および第二水雷戦隊司令部移乗のため矢矧に接舷を試みていた磯風も攻撃を受けて機械室に浸水、やがて航行不能となった。
14時10-17分、ヨークタウン（CV-10）の雷撃隊による右舷への複数魚雷命中が致命打となり、大和の傾斜は急速に大きくなった。このように14時17分まで、大和はアメリカ軍の航空隊386機（戦闘機180機・爆撃機75機・雷撃機131機）もしくは367機による波状攻撃を受けた。戦闘機も全機爆弾とロケット弾を装備し、機銃掃射も加わって、大和の対空火力を破壊した。ただし艦隊の上空に到達して攻撃に参加したのは309機。その中から大和を直接攻撃したのは117機（急降下爆撃機37、戦闘機15機、戦闘爆撃機5機、雷撃機60機）である。戦闘詳報では魚雷10本・爆弾5発、森下は魚雷命中15本・爆弾命中数十発、アメリカ軍第58任務部隊は魚雷13-14本・爆弾5発以上、アメリカ軍攻撃隊は合計魚雷30-35本・爆弾38発が命中したと記録している。大和の沈没が避けられないことを知らされ、伊藤は作戦の中止を命じた。その一方で森下によれば、伊藤は「駆逐艦冬月は大和に横付けせよ」「大和は沖縄まで到達不能。幕僚は駆逐艦に移乗して沖縄へ先行せよ」と命じ、自分は大和と運命を共にすべく艦橋下の長官控室に降りていったという。艦長の有賀は退艦を拒否して艦に残った。総員退去命令が出て間もない14時20分、大和は転覆を開始、14時23分、完全に転覆すると大爆発を起こした。この爆発は弾薬庫の誘爆または、機関室の水蒸気爆発によるものと考えられている。大和の沈没地点は北緯30度43分 東経128度04分 / 北緯30.717度 東経128.067度であった。

### 帰投
アメリカ軍機の撤退と同時に、各艦は脱出者の救助を開始した。
駆逐艦冬月の吉田正義第四十一駆逐隊司令は先任指揮官が自分であると判断すると、15時52分に連合艦隊司令長官・軍令部総長・海軍大臣にあて「1141ヨリ数次ニ亙ル敵艦上機大編隊ノ攻撃ヲ受ケ　大和、矢矧、磯風沈没　浜風、涼月、霞航行不能　其ノ他ノ各艦多少ノ損害アリ　冬月、初霜、雪風救助ノ後再起ヲ計ラントス（1445）」と発信した。
冬月は艦橋から望遠鏡で海上を探索し2隻の内火艇に指示して救助を進めた。第二艦隊参謀長の森下は同副官の石田少佐らと共に冬月の内火艇で救助された。
雪風からも負傷者の救助のため2隻の内火艇が降ろされ、救助切り上げの直前まで重傷者や体力が尽きて動けない兵を拾い上げた。頭部を負傷し漂流中意識を失った大和副長の能村も副長補佐らに支えられて雪風に救助されている。能村は襟章が判別できない程重油で汚れ、救助後に雪風の兵が懸命に張り手を加えても意識が回復しなかったが、そのまま縫合手術を受けて生還した。
16時39分、第一遊撃部隊指揮官に対し連合艦隊は作戦の中止と乗員救助の上で佐世保への帰投を命じた（GF電令作第616号、二水戦の受信は17時50分）。
第二水雷戦隊司令官の古村は17時20分、初霜に救助され、二水戦司令部を初霜に移乗すると共に第一遊撃部隊の指揮権を継承。作戦継続の電報を起案していたが、暗号翻訳中に作戦中止命令を受信、特攻作戦の中止に至った。
この海戦で日本側は、大和、矢矧、浜風が撃沈され、霞は航行不能となり冬月に処分された。磯風は自力で北方に向かったが航行不能となり、雪風による曳航を試みる。だが初霜（二水戦司令部）からの下令で放棄が決まり、午後10時40分雪風に処分された。また機関故障により単独行動中の朝霜も撃沈され、駆逐隊司令部を含め全員が戦死した。
涼月は艦首を失ったが後進で佐世保に帰還したものの、ドック内部で擱座した。
被害の少なかった冬月、雪風、初霜の3隻の駆逐艦は大和の生存者280名、矢矧の生存者555名と磯風、浜風、霞の生存者800名以上、1706名（戦闘詳報）を救助したが、第二艦隊司令長官の伊藤（戦死後大将）、大和艦長の有賀（同中将）を始め、推定3,721名がこの戦いで戦死した。1945年（昭和20年）7月に連合艦隊司令長官が布告した戦死者総数は4,044名。
アメリカ軍機の多くは日本側からの対空砲火を受け損傷を負い、5機が撃墜され、52機が被弾損傷で、内5機が経済的修理不能として海上投棄され、2機が不時着水した。1機が往路で原因不明の墜落で、実質的損失は13機であった。乗員のうち何人かは水上機や潜水艦に救助された。アメリカ軍の戦死・行方不明は合計13名であった。また大和沈没後に五航艦の戦闘三〇三飛行隊が坊ノ岬260度100キロ付近の海面でF4Uコルセア戦闘機3機を撃墜したと報告している。
14時43分、最後のアメリカ機の編隊が大和の生存者に機銃掃射を浴びせるために出撃した。大戦を通じてアメリカ軍などの連合軍が行ってきた沈没船生存者への機銃掃射はこのときも現出し、古村司令官・能村副長・吉田満少尉をはじめ多くの第二艦隊生存者が、このときアメリカ軍機の機銃掃射を受けたと証言している。航行不能となった磯風の周囲を漂う日本兵（沈没した矢矧の生存者）に対しても、撃墜された味方の敵討ちとしてアメリカ軍爆撃隊が機銃掃射を浴びせた。星亮一はこれらの機銃掃射は計画的な人間狩りであったと批判している。英国人ジャーナリストのラッセル・スパーは坊ノ岬沖海戦について記した著書において、第二次大戦当時のアメリカ人は絶望的な状況の敵国人を殺戮することに気がとがめることがなく、日本人に対しては、捕虜への虐殺行為や神風特攻の異常な狂信主義の報告があったため、「（当時のアメリカ人は）日本人は人間の出来損ないであり慈悲をかけるのに殆ど値しないと信ずるようになっていた」と指摘している（スパーは「彼ら（日本の特攻兵）はアメリカ人が想像した様な狂信者ではなく、彼らの殆どが充分に考えた上で恐るべき決意に到達した献身的な息子たちだった」と伝えている）。
一方で、日本軍艦艇も救助作業中の無抵抗な敵兵に発砲したとする証言が日米両軍に残されている。アメリカ海軍第三十雷撃中隊第二分隊副隊長であるディラニーは大和の高角砲に撃墜され、部下2名と共にパラシュートで機から脱出。海面への着水に成功した。ディラニーは救命筏（アメリカ軍パイロットの救命チョッキは空気により膨らみ筏となる構造だった）にしがみ付き約二時間漂流した後、味方のPBM（マーチン飛行艇）2機に発見されたが、この時近くの海上に冬月と初霜がいた。2機の内、スイムス大尉が機長を務めるPBMが対空砲火からディラニーを逸らすため危険を犯し日本艦隊の方向に飛んで行き、もう1機のヤング大尉機は水上滑走しながら着水してディラニーの救助に当たった所、これを見た日本の駆逐艦が砲撃を加えた。第二水雷戦隊戦闘詳報によれば冬月がPBMに向けて発砲したとある。この後、冬月に救助される吉田満も、冬月が飛行艇に発砲する光景を目撃しているが、彼はまだ航空攻撃に反撃しているものと思っていた。初霜では艦長である酒匂の命令を受けた砲術長が12.7センチ主砲でPBMを数発撃った。この発砲について、酒匂は「飛行艇を追っ払えと命じ、落とせとは一切言わなかった」と述べ、命令を受け発砲した砲術長の藤井は、無抵抗な日本兵の生存者には機銃掃射を浴びせる反面、自国のパイロットを救助するアメリカ軍の行動に腹を立てていたと述べている。同じく初霜の松井中尉も「射程外であった事はわかっていたが威嚇のため2、3発撃った」と証言している。一方のディラニーの証言には「（駆逐艦は）射撃しながら接近してきた」とあり、ヤング大尉機の搭乗員は、日本の駆逐艦の主砲弾は飛行艇に向かって泳ぐディラニーの200ヤード以内に落ちていたと証言している。ヤング大尉機はディラニー中尉を収容して飛び立ったが、ディラニーの部下2名は発見できなかった。2機のマーチン飛行艇は救助活動を終えると、帰り際、大破炎上して航行不能状態だった涼月に対して機銃掃射を浴びせている。
抵抗力を失った敵兵に対する発砲や報復を動機とした攻撃に同調しなかった将兵らの記録も残されている。アメリカ軍機動部隊第9攻撃隊のビル・バワーズ少尉は、同僚のパイロットたちが漂流中の日本兵に機銃掃射を浴びせる行為を野蛮と感じ、「俺はこの攻撃パターンに入らない」と空撃ちした。大和の主砲指揮所で弾着修正手を務めた小林健水兵長も、彼を救助した駆逐艦がアメリカ軍攻撃機の機銃掃射を受けたが、編隊のような纏まった形ではなく、1、2機による散発的なものだったと証言している。小林水兵長の証言の中で機銃掃射を受けたとされる駆逐艦は雪風で（小林水兵長の「大和生存者を救助した」、「19時30分以降も長時間戦闘海域で救助活動を続けた」の証言と雪風の行動記録が合致する）、他の大和元乗員も雪風は敵機の攻撃があったため艦を低速で動かしたまま味方の救助を行ったと回想しているが、その雪風はアメリカ軍飛行艇が近くに着水してアメリカ軍パイロットを救助する姿を発見しても、艦長や士官の指揮下、彼らに攻撃を加えることをせず、味方の日本兵の救助のみ行いその場を去った。雪風艦上では上述のマーチン飛行艇による涼月への機銃掃射が目撃され、将兵らを激怒させたが、雪風は報復行為を行っていない。
4月8日午後5時、日本軍は「我が特別攻撃隊航空部隊並に水上部隊が四月五日夜来、沖縄本島周辺の敵艦船並びに機動部隊を反復攻撃し、特設航空母艦二隻ほかを撃沈又は撃破したが、我が参加部隊のうち戦艦一隻、巡洋艦一隻、駆逐艦三隻が沈没した」旨の大本営発表をおこなった。
4月13日、第二艦隊参謀長である森下が軍令部で作戦経過を報告した折、連合艦隊参謀長の草鹿は海上特攻隊員の人事処理について、航空特攻と同様に取り扱うことを要望した。
4月20日、第二艦隊と第二水雷戦隊は解隊された。二水戦残存部隊は第三十一戦隊に編入され、三十一戦隊と第十一水雷戦隊は連合艦隊附属となる。第一航空戦隊も解隊され、葛城は連合艦隊附属に、天城と龍鳳は呉鎮守府部隊に編入、隼鷹は佐世保鎮守府部隊に編入された。
なお、アメリカ海軍は沖縄での特攻機による艦艇の被害は一切報道せず、大和とその他の艦の撃沈についてのみアメリカ陸軍記念日の司令長官ニミッツ提督の演説として、太平洋の全部隊にむけ放送した。日本軍に対しては、大和撃沈の宣伝ビラをまいている。その後、日本占領後の1945年（昭和20年）12月9日より開始されたラジオ番組『眞相はかうだ』において、GHQは坊ノ岬沖海戦および大和の沈没を『世界最大のわが戦艦大和と武蔵の最後についてお知らせ下さい』という題で放送した。アメリカ軍の認識であるため、大和の排水量や被害艦艇などを誤認している。

## 時系列
| 4月5日 | 13:59           | 第1遊撃部隊に出撃準備下令。 |
| 4月6日 | 15:20           | 第一遊撃部隊が徳山沖を出撃。 |
|        | 16:52           | 午後4時頃から対潜哨戒を開始した水上機がアメリカ潜水艦発見を報告、特別掃蕩隊を誘導する。 |
|        | 18:00           | 海防艦志賀、爆雷攻撃により油の湧出を認める。 |
|        | 19:45           | 第1警戒航行序列（対潜序列）。 |
|        | 20:20           | 磯風が敵潜水艦らしきものを発見、第二艦隊、アメリカ潜水艦に発見される。 |
| 4月7日 | 06:00           | 第3警戒航行序列（対空序列）を取る。 |
|        | 06:30           | 大和が唯一搭載していた零式水上偵察機、本土に帰還。 |
|        | 06:57           | 朝霜（第二十一駆逐隊司令座乗）が機関故障のため随伴不能となり艦隊より離脱。 |
|        | 06:30頃-10:00頃 | 第5航空艦隊所属の零戦部隊による艦隊上空直衛が交代で実施される。 |
|        | 08:15頃         | 矢矧、水上偵察機を発進、本土に帰還。第1遊撃部隊、アメリカ軍の飛行艇2機に発見される。その後、艦隊は、アメリカ高速空母機動部隊から攻撃隊に先駆けて出撃したF6F戦闘機、F4U戦闘機計10数機の接触を受けながら、偽装航路を中止し、沖縄に向けて南下する。 |
|        | 10:00-10:30     | 奄美群島近海に展開していたアメリカ海軍第58機動部隊から、作戦機約400機からなる攻撃隊が、第一次攻撃隊と第二次攻撃隊とに分かれて、相次いで出撃する。                                                                                                |
|        | 11:35頃         | 大和に搭載された対空電探が、約100kmの距離にいるアメリカ軍艦上機の大編隊の接近を探知する。 |
|        | 12:10           | 落伍した朝霜より、「ワレ敵機ト交戦中」との無電が入る。 |
|        | 12:15           | 大和以下の各艦が総員対空戦闘配置を完了する。第二艦隊、大島輸送隊とすれ違う。 |
|        | 12:21           | 朝霜より「九十度方向ヨリ敵機三十数機ヲ探知ス」との無電連絡が入る。この後、連絡途絶。この直後に沈没した。 |
|        | 12:30頃         | 大島輸送隊、視界外の距離6万ｍ以上南方に黒い大爆煙を見る。 |
|        | 12:32           | 敵攻撃隊の大編隊が雲間から降下し、第1遊撃部隊上空へ殺到し始める。第一次空襲が始まる。 |
|        | 12:34           | 大和以下の各艦が対空戦闘開始。 |
|        | 12:41           | 大和の後部に中型爆弾2発命中。電探室および主計課壊滅。 |
|        | 12:45           | 大和の左舷前部に魚雷1発命中。 |
|        | 12:47           | 浜風、轟沈。矢矧、航行不能。 |
|        | 13:00           | 第一次空襲終了。 |
|        | 13:08           | 涼月、前部砲塔付近に爆弾命中、大破。 |
|        | 13:22           | 敵機群第二波約50機来襲。 |
|        | 13:25           | 霞、爆弾2発命中、航行不能。 大和、初霜に通信代行を依頼。 |
|        | 13:33           | 第二次空襲始まる。 大和の左舷に魚雷3本が命中。大和の副舵が取舵のまま故障。 大和、涼月と衝突しかける。13：45、舵中央で固定。 |
|        | 13:56           | 磯風、矢矧の救援中に被弾。 |
|        | 14:05           | 矢矧、沈没。 |
|        | 14:20           | 大和、左舷に傾斜20度、総員最上甲板が命ぜられる。 伊藤長官が長官室に向かう。 |
|        | 14:23           | 大和、沈没（左舷側へ大傾斜、転覆ののち、前後主砲の弾火薬庫の誘爆による大爆発を起こして爆沈）。 |
|        | 14:23           | 伊藤中将の戦死により第1遊撃部隊指揮権を先任指揮官の古村少将が承継（この時点で漂流中）。 |
|        | 14:40           | アメリカ軍の攻撃が終了。 |
|        | 16:30           | 磯風、浸水増大のため航行不能となる。 |
|        | 16:39           | 作戦中止が下命される。 |
|        | 16:57           | 霞、沈没（砲雷撃により処分）。 |
|        | 17:42           | 初霜が古村少将（第2水雷戦隊司令官）を救助。 |
|        | 22:40           | 磯風、雪風の砲雷撃により処分。 |
| 4月8日 | 08:30           | 大島輸送隊、佐世保軍港に帰投。 |
|        | 08:45           | 冬月が佐世保軍港に帰投。 |
|        | 10:00           | 初霜及び雪風が佐世保軍港に帰投。 |
|        | 14:30           | 涼月が佐世保軍港に帰投。 |

## 影響
4月13日、第二艦隊参謀長である森下信衛は軍令部で海上特攻隊の作戦経過について報告をおこなう。森下は「中央が水上部隊の使用方針を明確にせず、艦隊の整備実施期間中に急に特攻作戦を実施させたこと」について言及し、「突入作戦ハ周密ナル装ヲ要ス」「必死必殺ノ作戦ナルモ作戦其ノモノハ成算アル計画ナラザル可カラズ」などの所見をのべた。
森下の所見と同様に、第二水雷戦隊の戦闘詳報は、事前の打ち合わせもなく急遽決定したこの特攻作戦を厳しく批判している。「軍艦大和戦闘詳報」には、「戦況逼迫せる場合は兎に角焦燥感にかられ、計画準備に余裕なきを常とするも、特攻兵器は別として、今後残存駆逐艦等を以てこの種の特攻作戦に成功を期せんが為には慎重に計画を進め、事前の準備を可及的綿密に行うの要あり。思いつき作戦は精鋭部隊（艦船）をもみすみす徒死せしむるに過ぎず」との記載がある。
矢矧に乗艦していた機関参謀は、戦後「世に不沈艦なるものなし。事前の準備なくして戦勝非ず」と述懐した。太平洋戦争を通じて大和と関わった宇垣纏は、『戦藻録』で「嗚呼（）！」と嘆き「全軍の士気を昂揚せんとして反りて悲惨なる結果を招き痛憤復讐の念を抱かしむる外何等得る所無き無暴の挙と云はずとして何ぞや」と記して日本海軍上層部を批判している。
4月30日、米内海軍大臣の人事内奏をした際に昭和天皇は「天号作戦ニ於ケル大和以下ノ使用法不適当ナルヤ否ヤ」と下問した。三戸壽（）海軍省人事局長は富岡軍令部第一部長に連絡し、以下の結論を出した。
大和の沖縄突入は天候や航路の選定、各隊の協力および中央と現地の意志疎通が図られていれば可能だったとみられるが、「佐世保回航も突然なら、特攻の指令も突然であり、その間に関連した方策の指示など聞いていない。これでは作戦が成立するはずもなく」（第二水雷戦隊司令官の古村啓蔵）であった。なお4月9日から11日まで沖縄周辺は低気圧に覆われており、大和が特攻するならこの時期であった。
7月30日、小沢治三郎連合艦隊司令長官は機密聯合艦隊告示(布)第114号において「第一遊撃部隊ノ大部　　昭和二十年四月初旬沖縄海上特攻隊トシテ沖縄島周辺ノ敵艦隊ニ対シ壮烈無比ノ突入作戦ヲ決行シ帝国海軍ノ伝統ト我ガ水上部隊ノ精華ヲ遺憾ナク発揮シ艦隊司令長官ヲ先頭ニ幾多忠勇ノ士皇国護持ノ大義ニ殉ズ　報国ノ至誠心肝ヲ貫キ忠烈万世ニ燦タリ　　仍テ茲ニ其ノ殊勲ヲ認メ全軍ニ布告ス」という感状を授与した。
鈴木貫太郎首相は、大和沈没8時間後の親任式でこの情報を聞き、内閣全員が降伏を現実のものとして受け止めたという。これ以降、水上部隊による攻撃作戦は極度の燃料不足のために行われず、長門（4月20日に予備艦となる）を筆頭に伊勢・日向・榛名など残存主力艦は海軍の方針により浮砲台として係留された。
その後、アメリカ艦載機による空襲で長門を除き大破着底し、長門も7月末の爆撃後に武装を主砲以外全て陸上に移設しほぼ戦闘能力を失った。坊ノ岬作戦に参加する事も計画された長門と軽巡洋艦酒匂は戦後にアメリカ軍に引き渡された後、核実験 （クロスロード作戦）でビキニ環礁において原爆実験により沈没した。
『どこに眠る戦艦大和』（NHK 1980年）において、当時大和の沈没位置は不明であったが、磁気探知により海底の巨大な鋼鉄を発見した。しかし、テレビカメラによる探査は天候悪化のため行えなかった。

## 参加戦力

### 日本海軍
日本軍では、作戦のために第二艦隊からなる第一遊撃部隊が編成され、水上特攻を担当する部隊となった。出撃した部隊は以下の編制であった。参加兵力は計4,329名。平均年齢は27歳であったという。
- 第一遊撃部隊（指揮官：第二艦隊司令長官伊藤整一中将、参謀長：森下信衛少将）
  - 第一航空戦隊
    - 戦艦大和（艦長：有賀幸作大佐、副長：能村次郎大佐、砲術長：黒田吉郎中佐）：沈没。被雷10本以上（第58任務部隊は魚雷13-14本確実と結論付けている）、直撃弾5発以上。戦死2,740、戦傷117名。

  - 第二水雷戦隊（司令官：古村啓蔵少将）
    - 軽巡洋艦矢矧（艦長：原為一大佐）：沈没。被雷7本、直撃弾12発。戦死446、戦傷133名。
※矢矧に座乗していた第2水雷戦隊司令官古村啓蔵少将、矢矧艦長原為一大佐は、ともに生還。
    - 第四十一駆逐隊（司令：吉田正義大佐）
      - 冬月（艦長：山名寛雄中佐）：帰還。中破。直撃弾2発（不発）。戦死12、戦傷12名。
      - 涼月（艦長：平山敏夫中佐）：帰還。大破、艦首 - 前部主砲付近に直撃弾を受け大火災となる。後進で佐世保に帰還。戦死57、戦傷34名。

    - 第十七駆逐隊（司令：新谷喜一大佐）
      - 磯風（艦長：前田実穂中佐）：至近弾により機関室浸水。航行不能になり雪風が処分。戦死20、戦傷54名。
      - 浜風（艦長：前川万衛〈萬衛〉中佐）：沈没。被雷1本、直撃弾1発。被弾で航行不能になった後、被雷し轟沈。戦死100、戦傷45名。
      - 雪風（艦長：寺内正道中佐）：帰還。至近弾のみ。損傷無し。戦死3、戦傷15名。ロケット弾が直撃したものの不発に終わった（帰還後判明）とする説もあるが元乗員らの記録では別の戦闘での損傷とある[362]。

    - 第二十一駆逐隊（司令：小滝久雄大佐）
      - 朝霜（艦長：杉原与四郎中佐）：機関故障を起こし艦隊より落伍、正午過ぎに敵機と交戦中との無電を発信後連絡が途絶えた。撃沈されたものと推定。隊司令及び艦長以下326名全員が戦死した。
      - 初霜（艦長：酒匂雅三少佐）：帰還。至近弾のみ。損傷無し。戦傷2名のみ。
      - 霞（艦長：松本正平少佐）：直撃弾2発。うち1発が機関室を直撃、破壊。航行不能により冬月が処分した。戦死17、戦傷47名。
- 対潜掃討隊（瀬戸内海離脱後、命令により反転帰還）
  - 第三十一戦隊（司令官：鶴岡信道少将）
    - 花月（艦長：東日出夫中佐）
    - 第四十三駆逐隊（司令：作間英邇大佐）
      - 榧（艦長：岩淵悟郎少佐）
      - 槇（艦長：石塚栄少佐）

第7駆逐隊（駆逐艦：響）も参加予定だったが出撃直前に触雷で脱落した。

### アメリカ海軍
- 第58機動部隊（司令官：マーク・ミッチャー中将）
  - 第58・1任務群[1]
    - 航空母艦CV-12ホーネット（第17航空群101機搭載中、44機出撃） 、CV-20ベニントン（第82航空群102機搭載中、28機出撃）
    - 軽航空母艦CVL-24ベローウッド（第30航空群34機搭載中、14機出撃）、CVL-30サンジャシント（第45航空群34機搭載中、15機出撃）

  - 第58・3任務群[1]
    - 航空母艦CV-9エセックス（第83航空群100機搭載中、40機出撃）、CV-14バンカーヒル（第84航空群103機搭載中、41機出撃）、CV-19ハンコック（第6航空群94機搭載中、48機出撃）
    - 軽航空母艦CVL-28カボット（第29航空群34機搭載中、19機出撃）、CVL-29バターン（第47航空群36機搭載中、21機出撃）

  - 第58・4任務群[1]
    - 航空母艦CV-10ヨークタウン（第９航空群102機搭載中、46機出撃）、CV-11イントレピッド（第10航空群120機搭載中、42機出撃）
    - 軽航空母艦CVL-27ラングレー（第23航空群34機搭載、19機出撃）

  - 第58機動部隊所属の戦艦6隻（BB-57サウスダコタ、BB-58インディアナ、BB-59マサチューセッツ、BB-62ニュージャージー、BB-64ウィスコンシン、BB-63ミズーリ）[363]
  - 第58機動部隊所属のその他の支援艦艇（大型巡洋艦CB-1アラスカ、CB-2グアム、軽巡洋艦9隻、多数の駆逐艦）[363]

## 題材にした作品
映画
- 『戦艦大和』 原作：吉田満『戦艦大和ノ最期』、新東宝、1953年
- 『連合艦隊』 監督：松林宗恵、特技監督：中野昭慶、東宝、1981年
- 『男たちの大和/YAMATO』 原作：辺見じゅん『決定版 男たちの大和』、監督：佐藤純彌、東映、2005年
- 『アルキメデスの大戦』 原作：三田紀房『アルキメデスの大戦』、監督：山崎貴、東宝、2019年
  - 岡本喜八監督作品『激動の昭和史 沖縄決戦』（東宝・1971年）や、1964年の松竹映画『駆逐艦雪風』などでも、坊ノ岬沖海戦が描かれている。

ドラマ
- 『海にかける虹〜山本五十六と日本海軍』（「新春12時間超ワイドドラマ」。テレビ東京・東映、1983年。第6部「長官機撃墜の謎・戦艦大和の出撃」）
- 『戦艦大和』（原作：吉田満『戦艦大和ノ最期』、監督：市川崑、フジテレビ・東宝、1990年）
- 『愛と哀しみの海・戦艦大和の悲劇』（監督：堀川弘通、TBS・東宝、1990年）